# Sindiswa Dlamini
Sindiswa Dlamini, anche nota come Inkhosikati LaFogiyane (7 gennaio 1995), è la quattordicesima Inkhosikati (regina consorte) di eSwatini dal 30 agosto 2014, come quattordicesima moglie di Mswati III. Sindiswa è inoltre vincitrice di un concorso di bellezza dello Swaziland. Nel 2016 è stata incoronata Miss Patrimonio Culturale 2016-2017. Dlamini fu scelta come moglie di Mswati III, diventando un membro della famiglia reale dello Swaziland.

## Biografia
Sindiswa Dlamini è nata il 7 gennaio 1995. Ha studiato alla St. Francis High School di Mbabane e si è diplomata nel 2012.
Ha partecipato al concorso di bellezza Miss Patrimonio Culturale di Swaziland presso il George Hotel di Manzini, arrivando alla fase finale della competizione. Dlamini è stata incoronata vincitrice del concorso di bellezza Miss Patrimonio Culturale 2016-2017 il 28 settembre 2016. Il suo obbiettivo come Miss Patrimonio Culturale era quello di promuovere la cultura swazi tra i giovani e incoraggiarli a dare priorità alla loro cultura. Dopo aver vinto il titolo, le è stato assegnato un viaggio di cinque giorni a Zanzibar, una borsa di studio e altri premi.

## Matrimonio
Nel 2013, mentre si esibiva alla cerimonia annuale della Reed Dance, Dlamini è stata selezionata come nuova sposa per il re Mswati III di eSwatini. Timothy Mtetwa, il governatore del villaggio reale di Ludzidzini, annunciò alla stampa che il re aveva preso una nuova Liphovela (fidanzata reale). Mswati III ha presentato Dlamini al pubblico durante un'altra cerimonia della Reed Dance. Lei e Mswati III hanno due figli, la principessa Ntsandvweni e la principessa Nolikhwa.
I media internazionali, al di fuori dell'eSwatini, hanno riferito che Dlamini aveva avuto relazioni romantiche con due dei figli del re, il principe Majahawonkhe Dlamini e il principe Bandzile Dlamini, prima del loro fidanzamento.

## Discendenza
Sindiswa Dlamini e Mswati III di eSwatini hanno due figli:
- Principessa Ntsandvweni (3 ottobre 2015);
- Principessa Nolikhwa (11 maggio 2017).

## Titoli e trattamento
- 30 agosto 2014 - attuale: Sua Altezza Reale, l'Inkhosikati LaFogiyane